# Strumigenys pallestes
Strumigenys pallestes är en myrart som beskrevs av Bolton 1971. Strumigenys pallestes ingår i släktet Strumigenys och familjen myror. Inga underarter finns listade i Catalogue of Life.